# Classe Kresta I
A Classe Kresta I, designada oficialmente como  Projeto 1134 Berkut, foi uma classe de cruzadores soviéticos. Sua antecessora foi a classe Kynda, e sua sucessora foi a classe Kresta II. Foram construídos 4 navios, e todos já estão fora da comissão de serviço.

## Navios da classe
| Nome                                     | Batimento de quilha | Lançamento | Comissionamento | Estado                                         |
| ---------------------------------------- | ------------------- | ---------- | --------------- | ---------------------------------------------- |
| Admiral Zozulya (Адмирал Зозуля)         | 1964                | 1965       | 1967            | Desmantelado em 1994.                          |
| Vitse-Admiral Drozd (Вице-Адмирал Дрозд) | 1965                | 1966       | 1968            | Afundado em 1992 no caminho para a rebentação. |
| Vladivostok (Владивосток)                | 1964                | 1969       | 1969            | Desmantelado em 1991.                          |
| Sevastopol (Севастополь)                 | 1966                | 1967       | 1969            | Desmantelado em 1991.                          |

## Armamento
Seu armamento compunha dois lançadores duplos de mísseis anti-navio terra-terra SS-N-3 Shaddock, 2 lançadores de 44 mísseis SA-N-1 "Goa" terra-ar, 2 calibres AK-725 de canhões de 57 mm (70-cal) anti-aeronave e 2 tubos quíntuplos lançadores de torpedos de 533 mm.